# Proasellus basnosanui
Proasellus basnosanui és una espècie de crustaci isòpode pertanyent a la família dels asèl·lids.

## Distribució geogràfica
Es troba a Europa.